# Ozarba semipotentia
Ozarba semipotentia là một loài bướm đêm trong họ Noctuidae.